# Ciarán
Ciarán bzw. Ciaran [ˈkɪərɒːn] oder [ˈkɪərɔːn]  ist ein männlicher Vorname.

## Herkunft und Bedeutung
Ciarán ist ein Diminutiv zum irischen ciar „dunkel“ oder „schwarz“. Das irische Wort bezeichnet die Farbe der Gerberlohe, die in der Regel ein helles Rotbraun aufweist.

## Varianten
- Kieran, Kieron, Kieren (anglisierte Formen)
- Ciara (weibliche Form)

## Namensträger
- Ciarán von Clonmacnoise oder Ciarán der Jüngere (Kieran, lat.: Queranus; um 512 – um 545), irischer Heiliger
- Ciarán von Saigir oder „Ciarán der Ältere“ (Kieran, lat.: Kyaranus; 6. Jh.), irischer Heiliger

- Ciarán Bourke (1935–1988), irischer Folk-Musiker
- Ciarán Cannon (* 1965), irischer Politiker
- Ciaran Carson (1948–2019), nordirischer Dichter, Schriftsteller und Übersetzer
- Ciaran Clark (* 1989), englisch-irischer Fußballspieler
- Ciarán Cuffe (* 1963), irischer Politiker
- Ciarán Hinds (* 1953), nordirischer Schauspieler
- Ciaran McKeown (1943–2019), irischer Journalist und Friedensaktivist
- Ciarán McMenamin (* 1975), irischer Schauspieler
- Ciarán O’Leary (* 1973), irischer professioneller Pokerspieler
- Ciarán Power (* 1976), irischer Radrennfahrer

## Anderes
- Tief Ciaran, Orkan richtet am 1./2. November 2023 Schäden in Frankreich an